# Milena Kokosz
Milena Kokosz (ur. 17 sierpnia 2001) – polska piłkarka grająca na pozycji obrończyni, a na początku kariery napastniczki, w norweskim klubie Åsane Fotball oraz reprezentacji Polski.
Pochodzi z Choroszczy. W 2011 przeprowadziła się z rodzicami do Bergen w Norwegii, gdzie w wieku 10 lat zaczęła trenować piłkę nożną w klubie Eidsvåg IL. Została powołana na EURO 2025, gdzie zagrała w 2 meczach wchodząc jako rezerwowa. 
Wnuczka Jerzego Kokosza, byłego piłkarza Tura Bielsk Podlaski.